# 문재성
문재성(1974년 7월 6일~)은 롯데 자이언츠에서 뛰었던 전 야구 선수다. 1998년 롯데 자이언츠에서 4타수 무안타 1볼넷 1득점 2삼진을 기록하고 은퇴했다.

## 출신 학교
- 부산고등학교
- 경성대학교

## 같이 보기
- 1998년 롯데 자이언츠 시즌